# Атлантска потковичаста краба
Атлантска потковичаста краба (Limulus polyphemus) је животињска врста класе Merostomata која припада реду Xiphosura и породици Limulidae.

## Распрострањење
Врста има станиште у Канади, Мексику и Сједињеним Америчким Државама.
ФАО рибарска подручја (енгл. FAO marine fishing areas) на којима је ова врста присутна су у североисточном Пацифику и источном централном Пацифику.

## Станиште
Станиште врсте су морска подручја.

## Угроженост
Ова врста је на нижем степену опасности од изумирања, и сматра се скоро угроженим таксоном.